# Manuel Cabral de la Cerda
Manuel Cabral de la Cerda (ur. 1886 w mieście Gwatemala, zm. 1933) – gwatemalski poeta.

## Twórczość
- Mi álbum y Retazos campesinos
- Princesa.